# Kaori Makimura
Kaori Makimura (槇村 香?, Makimura Kaori) è un personaggio dei fumetti City Hunter ed Angel Heart. È anche conosciuta come Kreta Mancinelli, nome datole nelle prime due stagioni della versione italiana dell'anime.
Dopo la morte del fratello Hideyuki, Kaori prende il suo posto diventando l'assistente di Ryo Saeba;
il suo compito è andare a controllare se sulla lavagna della stazione di Shinjuku si trovano le lettere "XYZ", una specie di SOS per tutte le persone che hanno un problema e hanno deciso di chiedere aiuto all'imbattibile City Hunter; Kaori ha anche il compito di contattare i clienti, che secondo la mente perversa di Ryo devono essere soltanto belle ragazze.

## Kaori inCity Hunter
Kaori non è la vera sorella di Hideyuki: il padre di quest'ultimo, quando lei era ancora molto piccola, decise di adottarla perché il suo vero padre, un delinquente, era morto durante un inseguimento, lasciando la piccola sola al mondo. Hideyuki avrebbe voluto dire tutta la verità a Kaori nel giorno del suo ventesimo compleanno, ma proprio in quella data viene ucciso da un'organizzazione di trafficanti di droga. Così il compito di raccontarle tutto passò nelle mani di Ryo che tuttavia, sapendo quanto Kaori fosse attaccata al fratello, non avrà mai il coraggio di farlo.
La ragazza non è molto abile a sparare, ma questo anche perché Ryo manomette la sua pistola per impedirle di uccidere qualcuno, in modo tale che lei un giorno possa rifarsi una vita; proprio per questo motivo, nonostante sia ben conscio di provare dei sentimenti molto forti nei confronti della sua bella assistente, cerca in ogni modo di allontanarla da sé e dal suo mondo pieno di morte e distruzione, prendendola spesso in giro con battute pesanti e offensive, ma Kaori non ha mai manifestato l'intenzione di lasciare il suo lavoro. 
Kaori è una ragazza molto carina, sensibile e altruista, ma anche molto timida e si veste come un maschiaccio, cosa che ovviamente attira i commenti sarcastici di Ryo. Cerca sempre di nascondere la sua femminilità e il suo fascino, motivo per cui viene spesso scambiata per un uomo a causa dei suoi capelli corti e dei suoi modi mascolini. Persona dal carattere delicato, istintivo e aggressivo, attacca sempre Ryo utilizzando grossi martelli di peso variabile (solitamente 100 o 250 tonnellate), grazie ai quali riesce a sfogare tutta la propria frustrazione e gelosia nei confronti delle loro belle clienti. Col tempo, Kaori si innamora di Ryo, ma non può dirglielo ed è per questo che lo tiene sempre lontano (spesso violentemente) dalle belle ragazze. A volte mostra anche tendenze nevrotiche causate dalle azioni idiote di Ryo e ha dubbi sui suoi sentimenti, perché il protagonista fa di tutto per non mostrare cosa prova veramente per lei. Inizialmente debole e fragile, col tempo acquisisce sempre più sicurezza e diventa più determinata e molto abile nel piazzare trappole o nascondere la sua animosità. Anche se i due bisticciano sempre, all'occorrenza dimostrano un affiatamento enorme e una totale fiducia l'uno nell'altra, e sono disposti ad aiutarsi anche a rischio della propria vita.

## Kaori inAngel Heart
(Shin, barista, ex assassina a pagamento)
Kaori non è presente fisicamente nel fumetto, ma vive, poiché il suo cuore è stato trapiantato nel petto di una giovane ex assassina di nome Shan In. Nonostante la sua morte, occupa un posto di primo piano nella narrazione in qualità di "mamma" della giovane Shan In, che così diventa a tutti gli effetti la figlia di City Hunter.
Kaori, a differenza di altri personaggi, rimane sostanzialmente la stessa rispetto al precedente fumetto, anche se risulta più femminile, molto più donna sotto certi punti di vista. Cambiano invece le modalità dell'incontro con Ryo ed il rapporto con Hideyuki. Fin dall'inizio lei sa che lui non è il suo vero fratello, ma comunque lo ama teneramente.
Ma è il rapporto con Ryo che nel corso degli anni è divenuto totalizzante per entrambi, tanto che lui la considera sua moglie, anche se non si sono mai veramente sposati.

## Accoglienza
Kaori ha ricevuto il premio Anime Grand Prix della rivista Animage come miglior personaggio femminile del 1988 arrivando al quindicesimo posto. Nel 1989 è arrivata all'ottavo posto mentre nel 1990 si è piazzata quinta. Nel 1991 è scesa al sesto posto mentre nel 1992 è finita undicesima.

### Influenza culturale
Una replica del "martello da 100 tonnellate" di Kaori ha raccolto 1 832 milioni di yen (circa 14.168,69 euro) su Yahoo! Auctions nel 2007. È stato l'elemento di beneficenza più venduto dell'anno presente sul servizio online.
Nel 2012 è apparsa assieme a Ryo e Umibozu in un video per il musicista virtuale Mana.